# Valjouffrey
Valjouffrey ist eine französische Gemeinde mit 167 Einwohnern (Stand: 1. Januar 2022) im Département Isère in der Region Auvergne-Rhône-Alpes. Sie gehört zum Arrondissement Grenoble und zum Kanton Matheysine-Trièves. Die Einwohner werden Sapparys genannt.

## Geographie
Die Gemeinde Valjouffrey im Nationalpark Écrins mit ihren zahlreichen Skipisten liegt im Écrins-Massiv der Dauphiné-Alpen an der Grenze zum Département Hautes-Alpes, etwa 38 Kilometer südsüdöstlich von Grenoble. Hier entspringt die Bonne. Umgeben wird Valjouffrey von den Nachbargemeinden Le Bourg-d’Oisans und Les Deux-Alpes im Norden, Saint-Christophe-en-Oisans im Nordosten und Osten, La Chapelle-en-Valgaudémar im Südosten, Villar-Loubière im Südosten und Süden, Saint-Maurice-en-Valgodemard und Saint-Firmin im Süden, Aspres-lès-Corps im Süden und Südwesten, La Salette-Fallavaux im Südwesten, Entraigues im Westen sowie Le Périer im Nordwesten.
| Die 13 Dreitausender in Valjouffrey: - Olan 3564 m - Roche de la Muzelle 3465 m - Aiguilles des Arias 3402 m - Aiguille de l’Olan 3373 m - Pointe Swan 3294 m - Cime du Montagnon 3263 m - Pointe Marguerite 3258 m - Pic du Clapier du Peyron 3169 m - Pic des Souffles 3098 m - Pointe d’Aillot 3081 m - Aiguille des Marmes 3046 m - Pic Turbat 3028 m - Le Rochail 3022 m (westlichster 3000er der gesamten Alpen) | Gletscher in Valjouffrey: - Glacier Gourbe - Glacier du Petit Vallon - Glacier du Font Turbat - Glacier des Souffles | - Pic Turbat - L’Olan - Pic des Souffles - Le Rochail |

## Bevölkerungsentwicklung
| Jahr                       | 1962 | 1968 | 1975 | 1982 | 1990 | 1999 | 2006 | 2013 | 2021 |
| -------------------------- | ---- | ---- | ---- | ---- | ---- | ---- | ---- | ---- | ---- |
| Einwohner                  | 154  | 124  | 109  | 107  | 164  | 156  | 136  | 158  | 155  |
| Quellen: Cassini und INSEE |      |      |      |      |      |      |      |      |      |

## Sehenswürdigkeiten
- Himmelfahrtskirche (Église de l'Assomption)
- Kapelle Sainte-Anne im Ortsteil Le Désert
- Kapelle Sainte-Marie-Madeleine im Ortsteil Valsenestre
- Kapelle Saint-Jacques-de-Compostelle im Ortsteil Les Faures
- Kapelle Saint-Jean-Baptiste im Ortsteil La Chalp
- Wasserfall Cascade de la Pisse

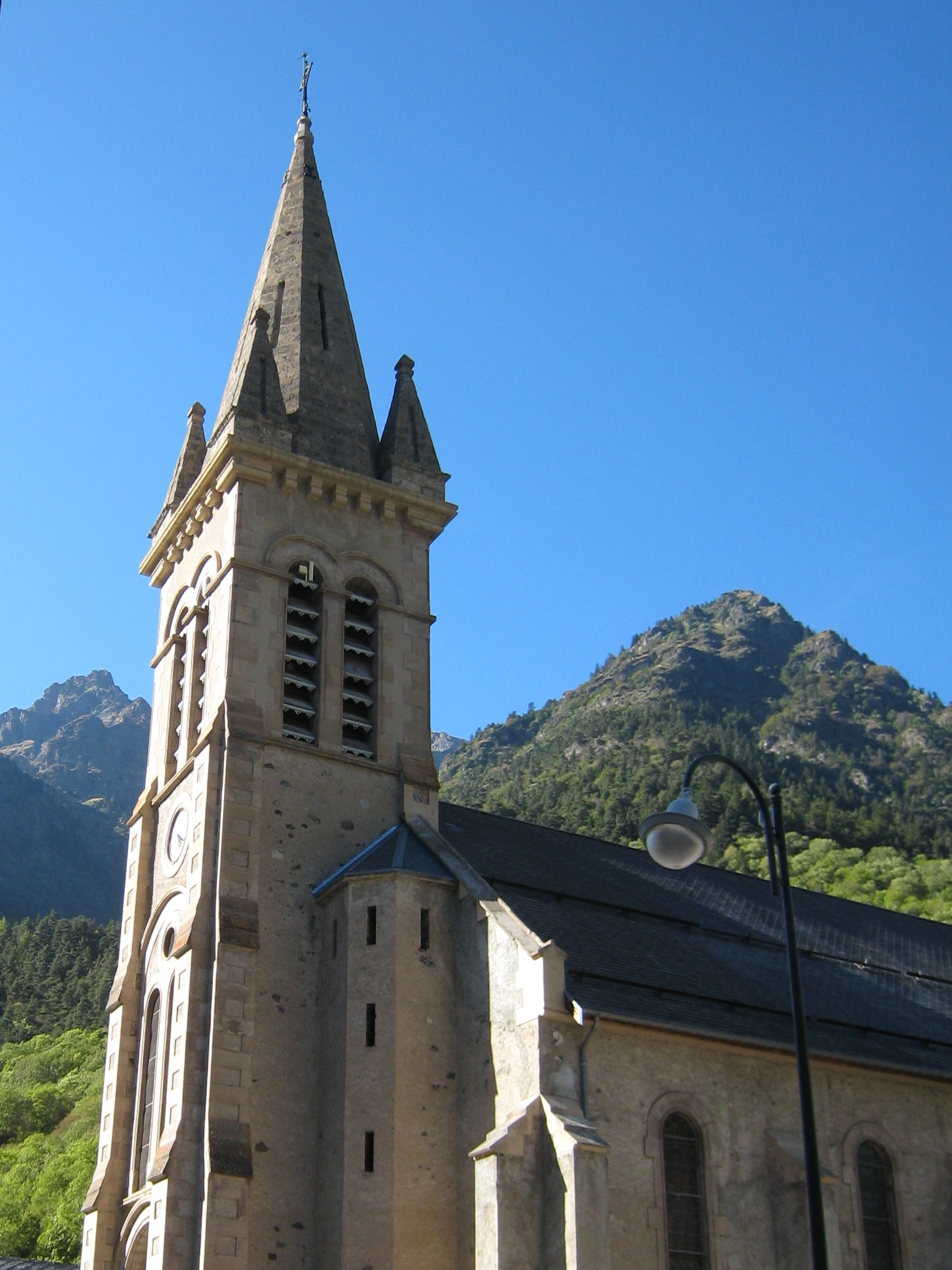
Himmelfahrtskirche
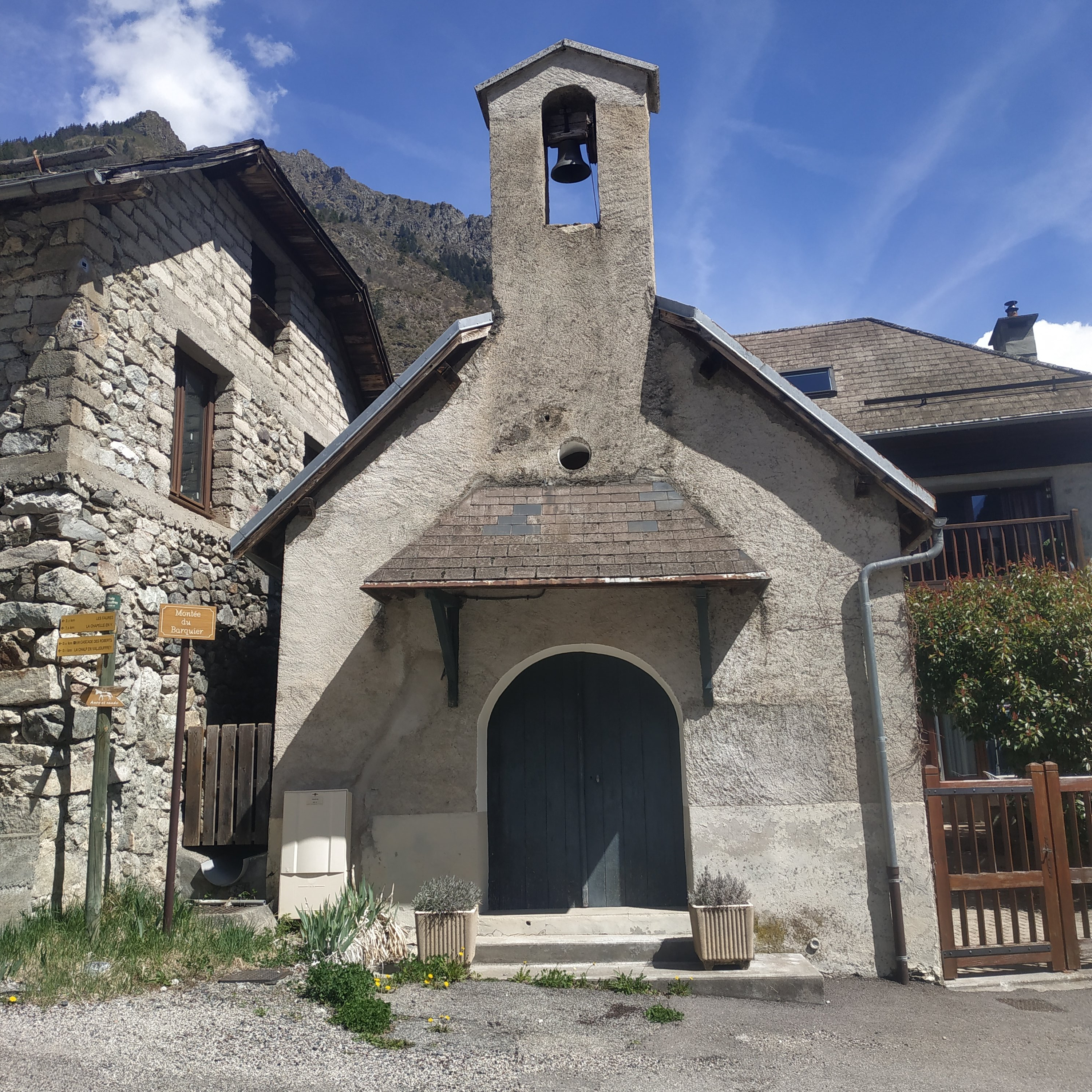
Kapelle Saint-Jean-Baptiste
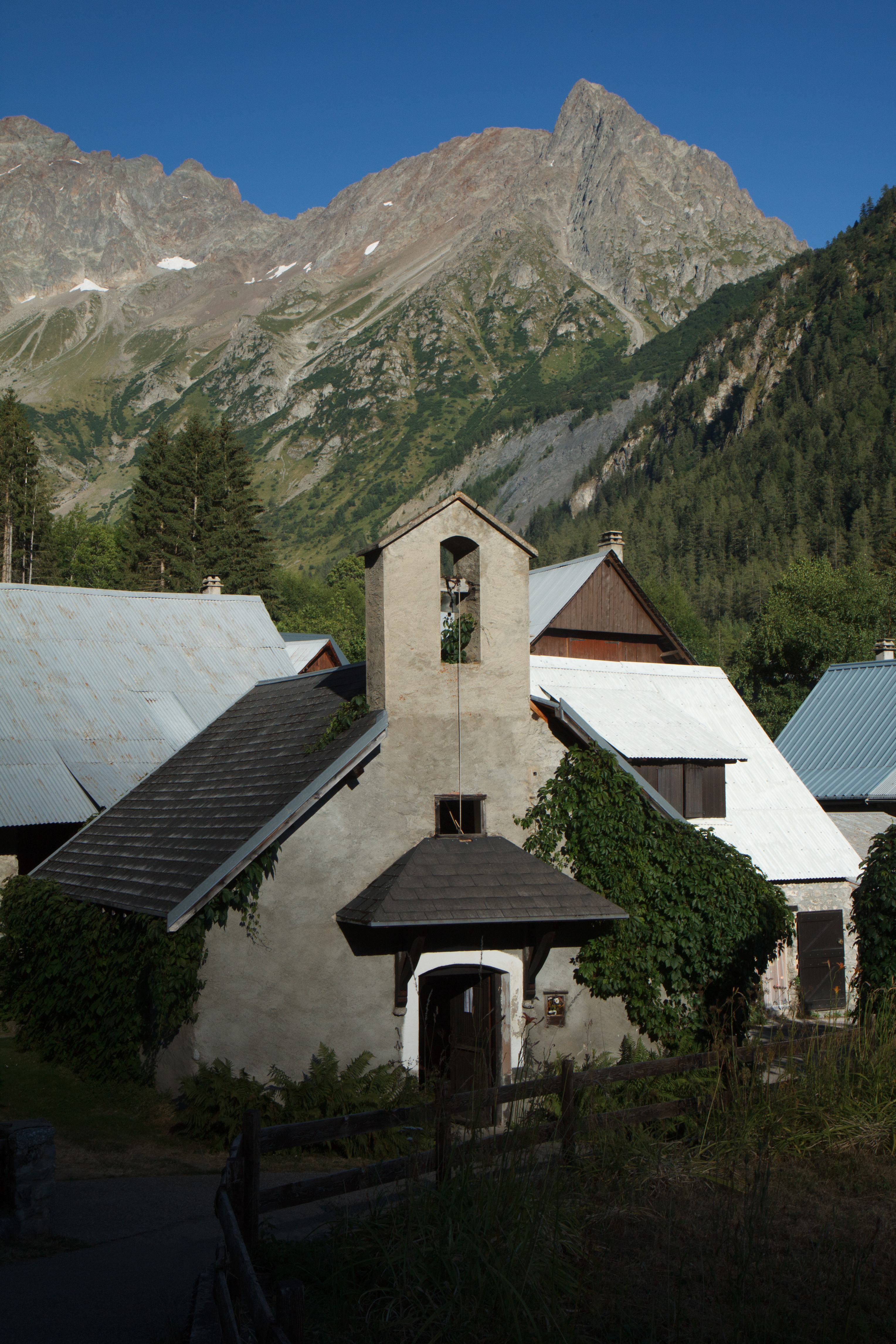
Kapelle Sainte-Marie-Madeleine
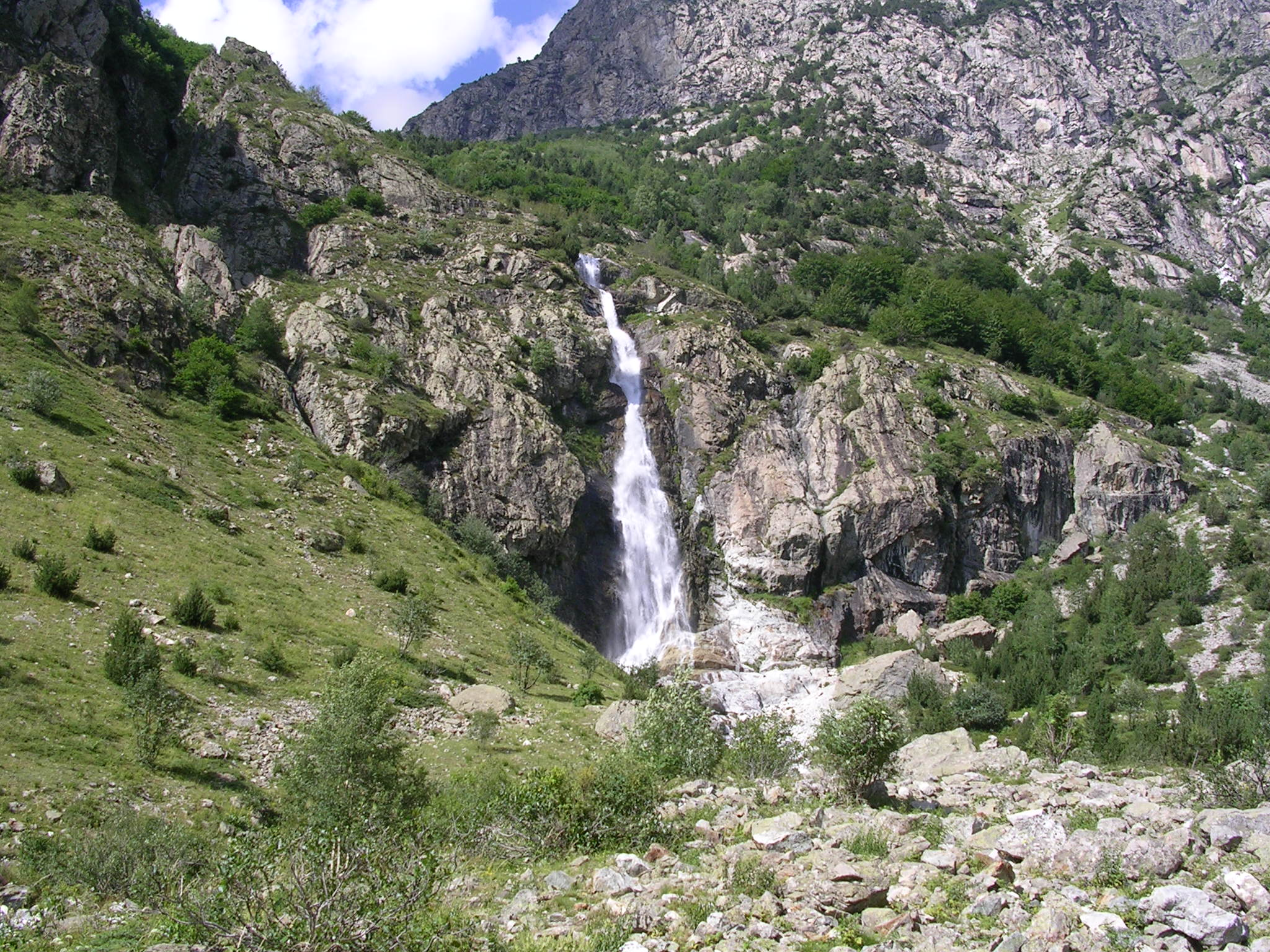
Cascade de la Pisse